# Lycosa insulana
Lycosa insulana là một loài nhện trong họ Lycosidae.
Loài này thuộc chi Lycosa. Lycosa insulana được Elizabeth Bangs Bryant miêu tả năm 1923.